# Castillo de Alija
El castillo de Alija es una fortificación en ruinas del municipio español de Peraleda de San Román, en la provincia de Cáceres.

## Descripción
El castillo, ahora en ruinas, está sito en el despoblado de Alija, en el término del municipio cacereño de Peraleda de San Román. Ya a mediados del siglo XIX se mencionaba que estaba «casi demolido». Aparece descrito en el segundo volumen del Diccionario geográfico-estadístico-histórico de España y sus posesiones de Ultramar de Pascual Madoz, en la entrada referente al despoblado de Alija, con las siguientes palabras:

conserva muchos restos de su ant. construccion y cas., entre ellos un cast. casi demolido, cuyos cimientos existen en el dia por todo su ámbito. [...] asi es que disfrutan estos vec. los terrenos del desp. labrando á reja vuelta, como hermanos, compañeros é hijos del cast. de Alija.
(Madoz, 1845, p. 8)